# Frankenfish - Pesci mutanti
Frankenfish - Pesci mutanti è un film per la televisione del 2004 di genere horror. La storia si ispira a un episodio di infestazione realmente accaduto a Crofton, nel Maryland nel 2002.

## Trama
Una poliziotta e un medico legale sono mandati ad indagare in una palude, dove un uomo è stato ucciso brutalmente. I due capiscono, dopo aver visto il cadavere dell'uomo, che non è stato un omicidio: all'uomo mancano le braccia e le gambe, che sembrano essere state staccate a morsi. I due vengono a sapere dell'esistenza di un alligatore gigante: vanno sul posto, ma trovano l'alligatore gigante decapitato. A questo punto, una pseudo-strega voodoo li avverte che c'è qualcosa nell'acqua, che è arrivata in quel posto tre mesi prima, quando una barca trasportata da un ciclone, è arrivata a poca distanza da loro. 
I protagonisti vanno vicino alla barca in questione accompagnati da Helmer, un pescatore della zona. Mentre Helmer rimane a bordo della sua barca, i due ispezionano la barca, capendo che è una barca cinese. Scendendo nella stiva, i due vedono il cadavere di un uomo sventrato e trovano la squama di un pesce delle dimensioni di un'ostrica. La poliziotta, sentitasi male, urta casualmente Helmer, che finisce in acqua. All'improvviso, qualcosa nell'acqua trascina Helmer sott'acqua. I due fuggono verso le home boat, e verso sera, un uomo dice alla fidanzata Bobby di aver visto qualcosa in acqua. Si avvicinano verso il bordo dell'home boat con una torcia. L'uomo viene decapitato dalla cosa, e la fidanzata, presa dal panico, prende la loro barca e cerca di fuggire. Gli altri tentano di fermarla, ma la cosa si mostra e ribalta la barca, mangiando Bobby. 
I sopravvissuti descrivono la creatura come un grosso squalo dalla testa di serpente. Ricardo, un sopravvissuto, mette a punto una trappola. La creatura abbocca e tenta di mangiarlo, ma Ricardo, seppur ferito ad un piede, uccide il mostro con un colpo di fucile alla testa. Esso festeggia mangiando il cuore del mostro, ma improvvisamente ne salta fuori un altro, che divora Ricardo. Gli altri si rendono conto che queste creature riescono a respirare anche fuori dall'acqua quindi dei channa mutanti. Arrivano nella palude anche tre uomini che intendono far fuori quelle creature per puro divertimento. L'hovercraft su cui erano a bordo viene ribaltato e uno di loro viene lanciato dalla creatura nell'elica dell'hovercraft. 
I sopravvissuti sparano contro la creatura, e il medico gli spara un razzo. Vanno a stanare la creatura, e i cacciatori, insieme a Sam, il medico, entrano nella tana. A questo punto, vedono la creatura morente, e uno dei cacciatori rivela che ha comprato tre di quelle creature, due femmine e un maschio. Le femmine sono morte e il maschio mangia uno dei cacciatori. A questo punto Sam, insieme a Delaila, la figlia della strega, fugge con l'hovercraft dei cacciatori. Inseguiti dal maschio, Sam, Delaila e Dan, il fidanzato di Delaila, cercano di fuggire. Dan scivola e va a finire nel fango, mentre gli altri due fuggono. A Sam viene un'idea lampante, e dice a Delaila di passargli il remo e di dirigersi verso gli alberi. Sam con il remo stacca la rete di ferro dell'hover craft e dice a Delaila di saltare. L'hovercraft va a sbattere contro gil alberi e il maschio finisce macellato nell'elica. I due a nuoto si dirigono nel punto in cui Dan è stato sbalzato fuori. 
La scena si sposta a Dan, che si riprende e vede uno strano pesciolino saltare verso di lui. All'inizio fa finta di niente, ma poi il pesciolino, seguito da altri, incominciano a divorare Dan, che urla disperato e chiede pietà. Questo fa comprendere che le uova di Frankenfish si sono schiuse...